# Тертерян, Арсен Арутюнович
Арсен Арутюнович Тертерян (арм. Արսեն Հարությունի Տերտերյան, 22 декабря 1882 года, Шушикенд (Шош), Елизаветпольская губерния, Российская империя — 3 октября 1953 года, Ереван, Армянская ССР, СССР) — армянский советский учёный-литературовед, доктор филологических наук, профессор, академик Академии наук Армянской ССР (1943), Заслуженный деятель науки Армянской ССР (1940), член Союза писателей СССР с 1934 года.

## Биография
Родился в семье мелкого торговца. В 1892 году поступил в духовную семинарию Шуши, окончил семинарию в 1902 году. В 1905 году окончил Геворкянскую семинарию в Эчмиадзине.
В 1905 году его первая статья «Культурно или без категории» была опубликована в журнале «Тараз».
С 1907 по 1909 год учился в Петербурге, в Психоневрологическом институте. 1909—1920 преподавал историю и теорию литературы в епархиальном училище.
С 1920 года — в Ереванском государственном университете. В 1943 году ему была присуждена степень доктора филологических наук без защиты диссертации.
Один из учредителей Академии наук Армянской ССР (1943).
Создал научную школу в области филологии.

## Память

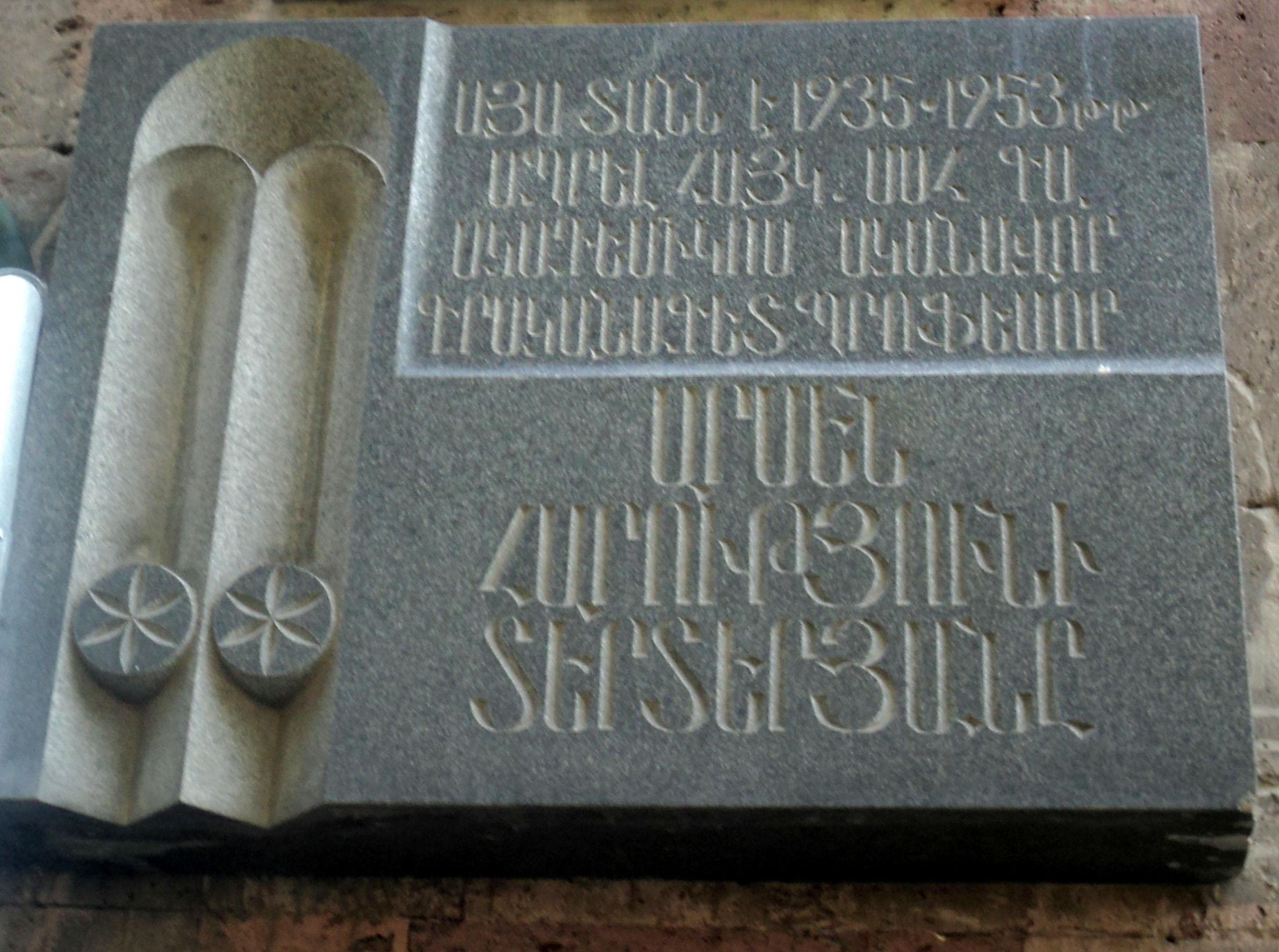
Мемориальная доска в Ереване

Мемориальная доска в Ереване.